# Hypochlora
Hypochlora is een geslacht van rechtvleugeligen uit de familie veldsprinkhanen (Acrididae). De wetenschappelijke naam van dit geslacht is voor het eerst geldig gepubliceerd in 1893 door Brunner von Wattenwyl.

## Soorten
Het geslacht Hypochlora  is monotypisch en omvat slechts de volgende soort:
- Hypochlora alba (Dodge, 1876)